# Volta-elem

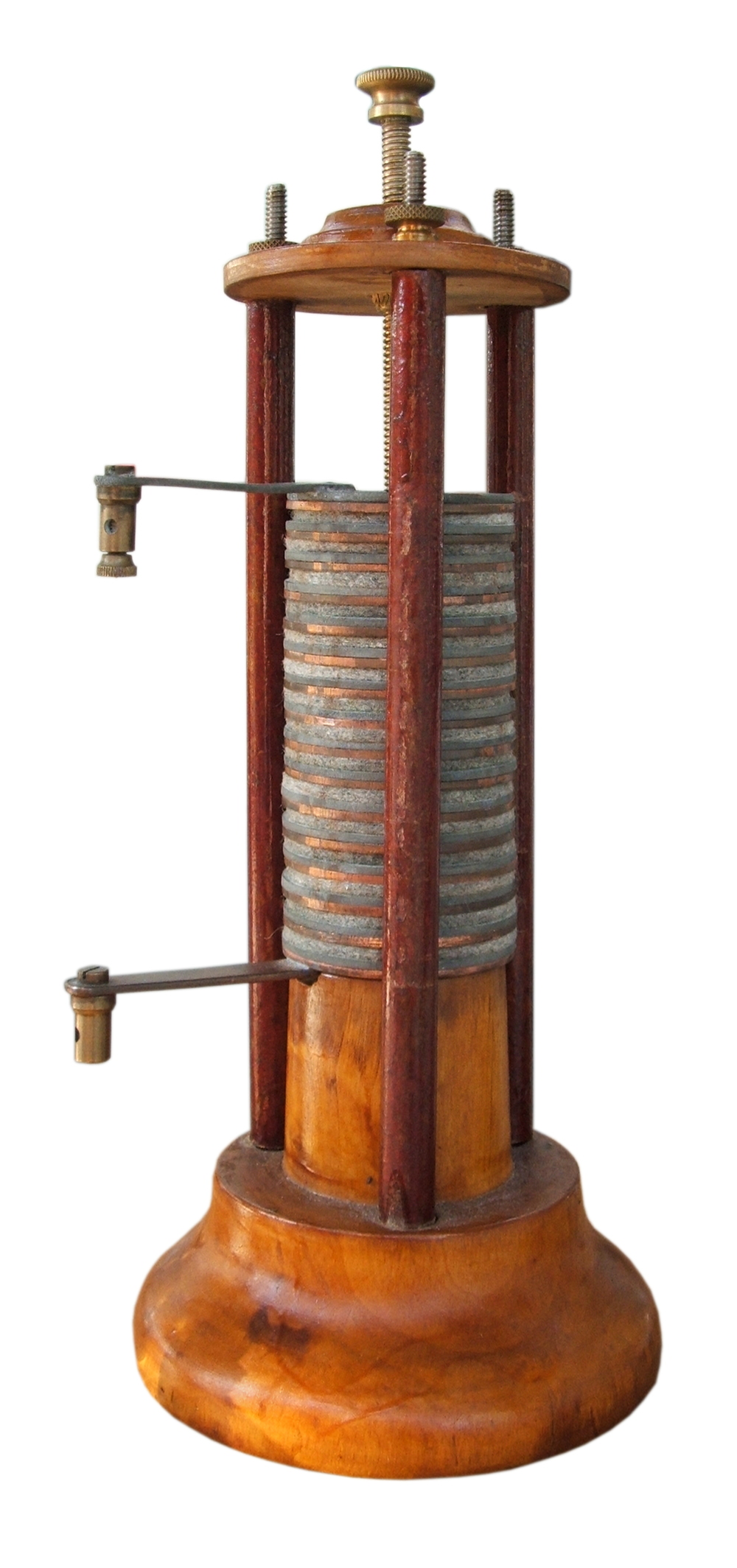
Bemutatókhoz készített, kb. egy méteres Volta oszlop, vagyis galvánelem

A Volta-elem a legrégebbi galvánelem. Segítségével feltalálója  Alessandro Volta tanulmányozta az elektromos feszültség jelenségét, melyet tiszteletére az SI-mértékegységrendszer volt névvel illet.

## Története

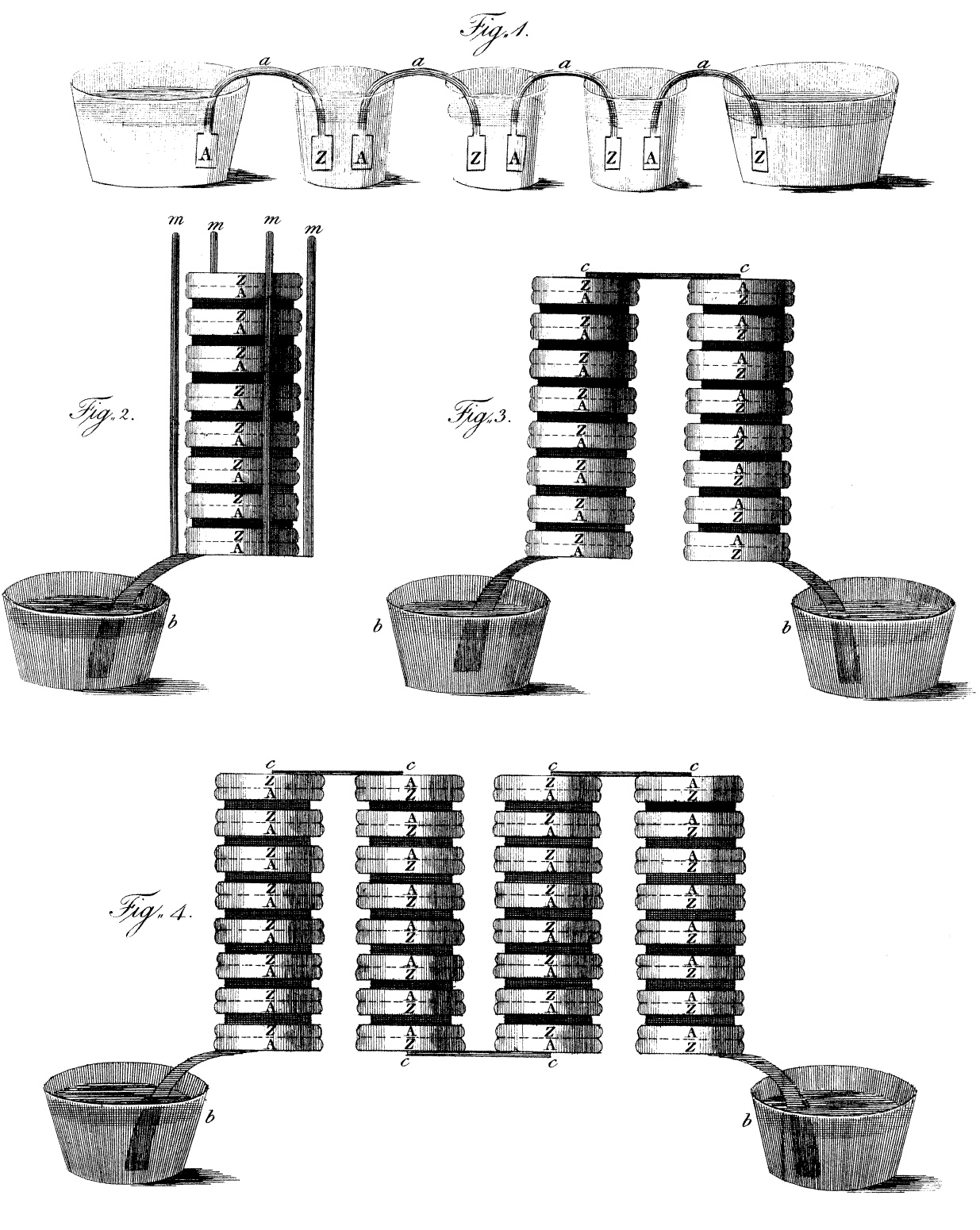
A Volta elemek többféle kialakítása

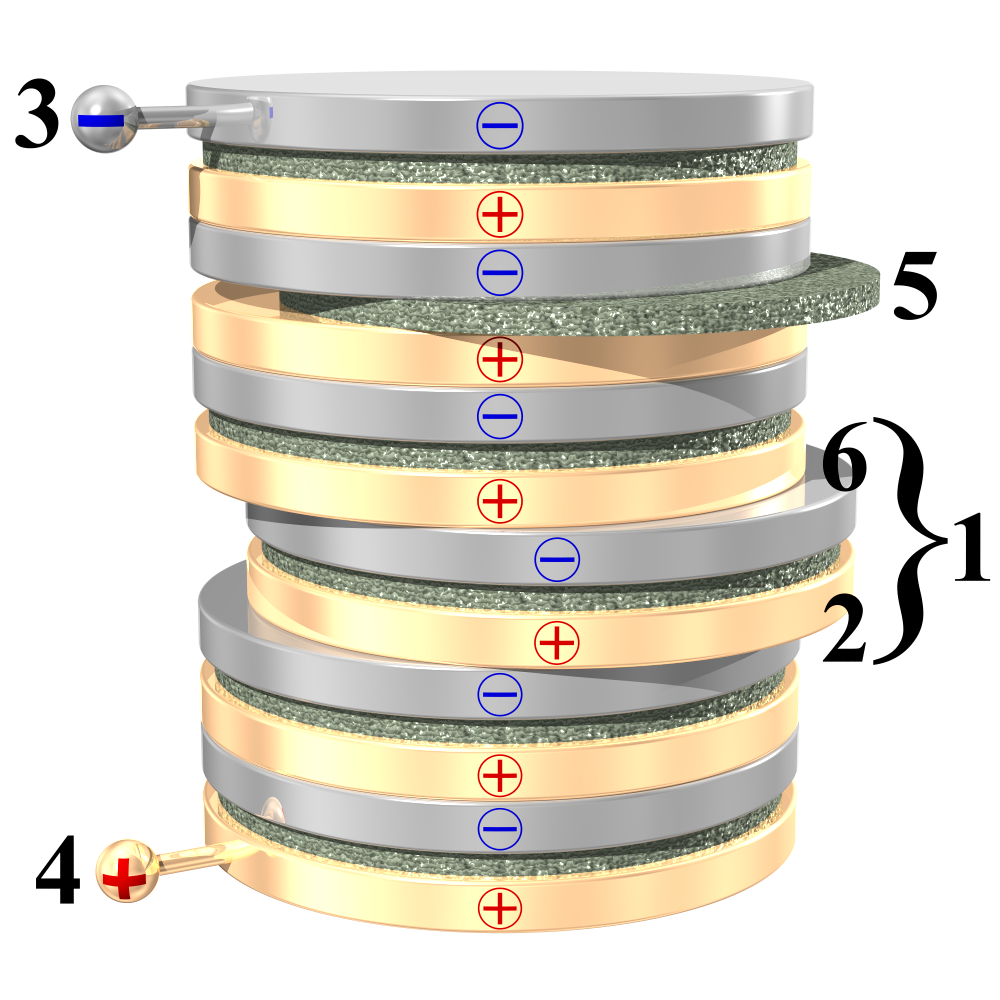
A Volta oszlop felépítése:
1. egy elem
2. réz lemez
3. negatív kivezetés
4. pozitív kivezetés
5. higított savval vagy lúggal átitatott karton vagy bőr lemez
6. cink lemez

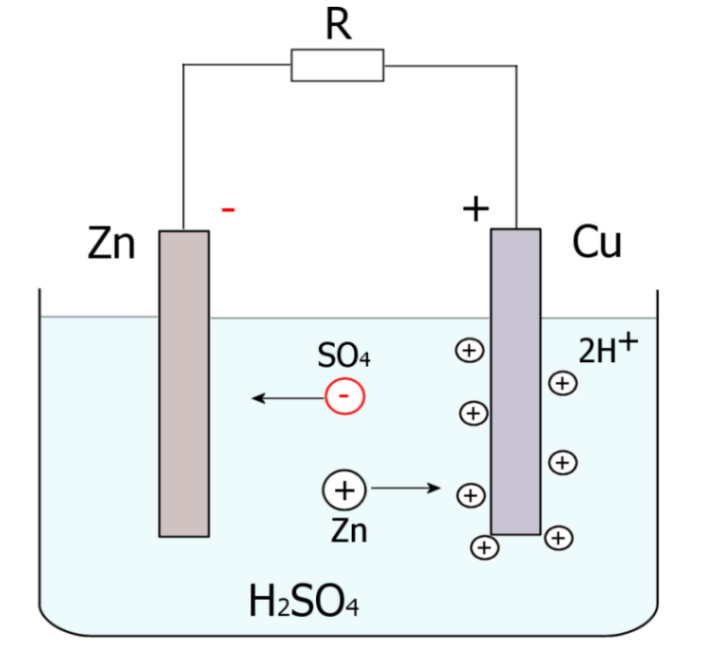
A Volta elemben lejátszódó kémiai folyamat, mely a fenti R ellenálláson áramot hajt át.

Luigi Galvani  1791-ben tette közzé Kommentár az elektromos erők és az izommozgás kapcsolatáról címmel úttörő megfigyeléseit.   A dolgozat óriási vihart kavart a francia forradalom eszméitől felbolygatott Európa tudományos életében, népszerű kutatási és bemutatói téma lett. Galvani kortársa, Alessandro Volta 1792-ben ismerte fel, hogy a villamosság létrejöttében a különböző fémeknek nagyobb szerepe van, mint a békáknak. Volta jött rá, hogy áram akkor keletkezik, ha két különböző, érintkező fémet folyadékba merítünk. Galvani iránti tiszteletből a jelenséget galvanizmusnak nevezte el. Ketten kiegészítették egymást: Galvaninak abban volt igaza, hogy az izom-összehúzódásokat elektromos ingerhez kötötte, Volta pedig helyesen tagadta, hogy a villamosság csak állatokban létezik. Galvani visszatért a sebészethez, míg Volta tudóstársaival az anyagi okokat és jelenségeket vizsgálva korszakalkotó megállapításokat tettek, megnyitva az utat  Michael Faraday, André-Marie Ampère  és James Clerk Maxwell munkássága előtt.

## Megalkotása
Mindenféle fémmel kísérletezve észrevette, hogy a keletkező feszültség változó. Egy referenciához képest sorba lehetett őket rendezni, mely alapján bármelyik kettőről meg lehetett becsülni a létrejövő elektromotoros erőt. Az így keltett elektromos hatás gyenge volt, amit több egység "elem" sorba rendezésével lehet növelni. A körbe helyezett csészékbe lógatott U alakú fémpárok gyorsan átrendezhetőek voltak, de nagy helyet igényeltek. 
Ha egy galvánelem egyik elektródja elvonható hidrogént tartalmazó oldat, a másik elektróda pedig különböző fémekből készül, a fémelektródokon különböző feszültségszinteket lehet mérni, azaz így minden fém elektrokémiai feszültsége a hidrogénhez képest – mint alapra – meghatározható. Volta a fémeket elsőrendű vezetőnek nevezte és feszültségi sorba rendezte őket, a folyadékokat másodrendű vezetőnek minősítette. 
A fémek elektrokémiai feszültségsorozatát az alábbi táblázat foglalja össze. A táblázat harmadik oszlopában szereplő standard elektródpotenciál a standard hidrogénelektródhoz viszonyított feszültséget jelenti. (A standard hidrogénelektród potenciálja megállapodás szerint 0 V.)
| Fém megnevezése | Kémiai jele | Standard elektródpotenciál (Volt) |
| --------------- | ----------- | --------------------------------- |
| Cink            | Zn          | – 0,76                            |
| Vas             | Fe          | – 0,43                            |
| Ón              | Sn          | – 0,14                            |
| Ólom            | Pb          | – 0,126                           |
| Hidrogén        | H           | 0                                 |
| Réz             | Cu          | + 0,34                            |
| Ezüst           | Ag          | + 0,79                            |
| Arany           | Au          | + 1,42                            |

A galvánelem feszültsége az elektródokat alkotó fémek elektrokémiai feszültségének különbségeként számítható.

## Működése
Két különböző fém korongja közé savval átitatott papírkorongot helyezett, s e hármas egységekből építette az ún. Volta-oszlopot, amely folyamatosan termelt áramot – ezzel megszületett az első, kb. egy órán át  működni képes áramforrás.  
A leideni palackoknál lényegesen több és egyenletesebb áramot voltak képesek szolgáltatni, de számos gyengeségre derült fény. Egyik gyakori probléma volt hogy a fémkorongok súlyuk miatt kipréselték az elektrolit folyadékot, mely lecsorogva cellazárlatokat okozott. Tartós használat közben az elektrolit folyadékban hidrogén buborékok keletkeztek, mely szigetelőként csökkentette a Volta oszlop teljesítményét. Hosszabb rövidzár esetén a Cink korongok felületén bemaródások keletkeztek.